# 木哥
木哥（mūkhāī，？—1240年代？），蒙古帝国人物，别克邻氏只难赤之女，成吉思汗和窝阔台的哈敦（后妃，又作可敦、哈屯，汉译皇后），其所守斡儿朵未详，即元太宗窝阔台所收继之元太祖成吉思汗的别克邻氏妃子。《史集·窝阔台合罕纪》作窝阔台三皇后，《元史》中窝阔台三皇后是乞里吉忽帖尼。
成吉思汗时代，只难赤将女儿献给了成吉思汗。成吉思汗非常宠爱她，但未生下子女。成吉思汗死后，木哥为窝阔台所娶。窝阔台爱木哥也胜过其他诸妻，因此窝阔台诸妻嫉妒木哥。成吉思汗次子察合台也爱木哥，在得知窝阔台娶她之前，曾派人去说：“父亲留下的诸母和美妾中，把木哥哈敦给我。”窝阔台回答：“我已经娶了木哥，如果你早些来信，我就把她送去。假如你还看中别的人，我也可以给。”察合台回答：“我要的是木哥，除她而外，我别无所求。”窝阔台也和她没有生下子女”。
一次窝阔台打猎时，木哥在侧侍从，有穷人进献三颗西瓜。窝阔台要木哥将所佩戴的珍珠耳饰给这个穷人，木哥开始因为耳饰太珍贵而犹豫，窝阔台执意要给，于是同意。穷汉不知它的价值，低价售出，被买主重新进献给窝阔台，木哥这时在场，见到耳饰回归。又一次窝阔台外出狩猎，木哥在侧，途经花剌子模人回回大臣牙剌瓦赤居地歇息，居住满意，颁赐执役者与牙剌瓦赤丰厚财物。
窝阔台生前常驻于成吉思汗逝后所收继之木哥哈敦之斡耳朵。窝阔台去世后，其长子贵由还没有从西征中归来，因此按例在木哥哈敦的斡耳朵宫门前，发号施令和召集百姓。《史集·贵由汗纪》提及，窝阔台逝后不久，木哥去世，并未提到期间朝政由她的斡耳朵决定之事木哥去世后，六皇后脱列哥那才控制朝政。木哥哈敦未收录于《元史》卷106《后妃表·太宗后妃》。《新元史》将其写作谟盖皇后，贝格林部长可体耶讷赤之女。只提到成吉思汗驾崩后，窝阔台非常礼敬她，察合台欲娶，窝阔台不同意。没有说窝阔台收继之事。